# Nasilje u Darkvudu
Nasilje u Darkvudu je epizoda Zagora objavljena u br. 13. obnovljene edicije Zlatne serije, koju je pokrenuo Veseli četvrtak. Sveska je izašla 4. jula 2019. godine i koštala je 350 dinara (3,45 $; 2,96 €). 

## Originalna epizoda
Po origianlnom redosledu, ovo je 31. epizoda epizoda Zagora. Izašla je u br. 30-32 u tri nastavka pod nazivima La preda umana, Guerra!, i Il fugiasco u izdanju Bonelija u Italiji u decembru 1967, odnosno januaru i februaru 1968. godine. Epizodu je nacrtao Galiјеno Feri, a scenario napisao Gvido Nolita. Cena sveske iznosila je 200 lira (0,32$, 1,28 DEM).

## Prvo pojavljivanje u Jugoslaviji
Ova epizoda prvi put je štampana u Srbiji u ZS-13 krajem 1968. godine. To je ujedno i prva epizoda Zagora ikada izašla u bivšoj Jugoslaviji. Cena sveske iznosila je 2 nova dinara (0,16$, 0,63 DEM). Ova verzija je, međutim, iz neobjašnjivih razloga bila skraćena za više od 50 strana, ostavljajući tako čitaoce bez jasnog raspleta priče na kraju epizode.

## Trinaest naslovnih strana
Veseli četvrtak je u izdanju iz 2019. god. ovu epizodu štampao sa trinaest različitih naslovnih strana. Autori su bili: Galijeno Feri, Miodrag Ivanović Mikica, Dražen Kovačević, Paolo Bizi, Dejan Nenadov, Bane Kerac, Aleksa Gajić, Dalibor Talajić, Doborsav Bob Živković, Tihomir Tikulin Tico, Milan Jovanović, Aleksandar Zograf. Poslednja naslovna stranica je zapravo bila potpuno prazna sa idejom da čitaoci sami nacrtaju svoju verziju naslovnice. Ovaj potez redakcije Veselnog četvrtka je izazvao dosta negativnih i pozitivnih komentara na društvenim mrežama, kao i čitav niz parodičnih naslovnih stranica koje su uradili sami čitaoci.

## Kratak sadržaj
Nakon obnove sukoba između indijanaca i vojske, Zagor saznaje da je u Darkvud došla paravojna formacija pod imenom Crni vukovi koju vodi kapetan Kraus. Cilje ove jedinice je da brutalno smiri Indijance ali i da opljačka kao oblik nagrade za disciplinovanje. Ovo ponašanje toleriše komandant vojske Hauard koji je besan na Indijance jer veruje da su mu ubili sina. Zagor pokušava da razgovara sa svim indijanskim plemenima i smiri situaciju, ali na kraju saznaje ne samo da Indijanci nisu započeli rat, već i da Hauardovog sina nisu ubili Indijanci.
Sasvim slučajno, Zagor otrkiva pećinu u kojoj je skriven Hauardov maloletni sin. Nakon što ga spašava, Zagor sanaje da je glavni organizator otmice Hauardovog sina jedan od trapera koji je hteo da ukloni Indijance sa teritorije na kojoj bi traperi mogli nesmetano da love. 

### Pedeset nedostajućih strana
Kako je poznato, prvo oobjavljivanje ove epizode u bivšoj Jugoslaviji bilo je kraće za preko 50 strana. U tom „cenzurisanom delu“, Čiko saznaje da se Crni Vukovi spremaju za rat sa Indijancima. Zagor prevodi grupu Indijanaca koja pokušava da Vukovima pruži otpor. Posle izvesnog vremena, Zagor uviđa da su Vukovi jači, ali u pomoć u odsutnom trenutku stiže pukovnik Hauard koji je promenio svoj odnos prema Krausu, kada je shvatio da mu sukob sa Indijancima služi kao izgovor za pljačku. (Hauard shvata da je Kraus nasilnik koji pošto-poto želi rat sa Indijancima kako bi njegova vojska mogla da ih opljačka nalazišta zlata koja se nalaze na teritoriji na kojoj žive Indijanci.) Hauard stiže u pojačanje sa mitraljezom Gatling kojim menja ishod sukoba i desetkuje Crne Vukove.
Kada je video da se situacija menja, Kraus beži u šumu. Crni Vukovi se predaju kada su shvatili da ih je Kraus napustio. Zagor kreće u potreu za Krausom. Odvojeno od njega, u poteru kreće i Kovalski jedan od preživelih vojnika. Na kraju Kraus ubija Kovalski koji želi da mu se osveti za dezerterstvo usred bitke.

## Nastavak epizode
Ova epizoda dobila je svoj nastavak nekoliko decenija kasnije u epizodi Povratak Crnih vukova.